# Momodu Mutairu
Momodu Mutairu (n. 2 septembrie 1976, Nigeria) este un fost fotbalist nigerian.
În 1995, Mutairu a jucat 2 meciuri pentru echipa națională a Nigeriei.

## Statistici
| Nigeria | Nigeria | Nigeria |
| An      | Meciuri | Goluri  |
| ------- | ------- | ------- |
| 1995    | 2       | 0       |
| Total   | 2       | 0       |